# Distrito electoral federal 4 de Baja California
El IV Distrito Electoral Federal de Baja California es uno de los 300 Distritos Electorales en los que se encuentra dividido el territorio de México y uno de los 8 que para la elección de diputados federales en que se divide el estado de Baja California. Su cabecera es la ciudad de Tijuana.
Desde 2022 por el proceso de redistritación realizado por el Instituto Nacional Electoral, el territorio del 4.º Distrito de Baja California está formado por el territorio del noreste del municipio de Tijuana, dejando la zona rural al distrito 9.

## Distritaciones anteriores
El distrito IV de Baja California fue creado en 1977 como consecuencia de la Reforma Política aprobada ese año, anterior a ello Baja California tenía únicamente 3 distritos electorales, por lo que han sido electos diputados por el Distrito IV solo a partir de 1979 a la LI Legislatura.

### Distritación 1996 - 2005
En el periodo comprendido entre 1996 y 2005 el territorio de este distrito lo todo el sector este del municipio de Tijuana, hasta sus límites con los de Tecate, Playas de Rosarito y Ensenada.

### Distritación 2005 - 2017
Desde 2005 por el proceso de redistritación realizado por el Instituto Federal Electoral, el territorio del Cuarto Distrito de Baja California está formado por todo el territorio del noreste del municipio de Tijuana, siendo su extensión menor a la anterior a ese año.

### Distritación 2017 - 2022
Conformado por toda la zona este de Tijuana y el resto del municipio, colindando con el Municipio de Tecate. 

## Diputados por el distrito
| Diputado                       | Grupo parlamentario | Legislatura | Periodo     |
| ------------------------------ | ------------------- | ----------- | ----------- |
| Rodolfo Fierro Márquez         |                     | LI          | 1979 - 1982 |
| Gilberto Gutiérrez Banaga      |                     | LII         | 1982 - 1985 |
| Margarita Ortega Villa         |                     | LIII        | 1985 - 1988 |
| Miguel Díaz Muñoz              |                     | LIV         | 1988 - 1991 |
| Francisco Javier Cital Camacho |                     | LV          | 1991 - 1994 |
| Héctor López Barraza           |                     | LVI         | 1994 - 1997 |
| Jorge Tomás Esparza Carlo      |                     | LVII        | 1997 - 2000 |
| Javier Castañeda Pomposo       |                     | LVIII       | 2000 - 2003 |
| Renato Sandoval Franco         |                     | LIX         | 2003 - 2006 |
| Ricardo Franco Cázares         |                     | LX          | 2006 - 2009 |
| Jesús Gerardo Cortez Mendoza   |                     | LXI         | 2009 - 2012 |
| María Elia Cabañas Aparicio    |                     | LXII        | 2012 - 2015 |
| Jorge Ramos Hernández          |                     | LXIII       | 2015 - 2018 |
| Cristian Carrillo Fregoso      | 2018                | LXIII       |             |
| Irma Andazola Gómez            |                     | LXIV LXV    | 2018 - 2021 |
| Rocío López Gorosave           |                     | LXVI        | 2024 - 2027 |

## Resultados electorales

### 2018
| Elecciones federales de 2018 | Elecciones federales de 2018         | Elecciones federales de 2018     | Elecciones federales de 2018 | Elecciones federales de 2018 |
| Partido/Coalición            | Partido/Coalición                    | Candidato                        | Votos                        | Porcentaje                   |
| ---------------------------- | ------------------------------------ | -------------------------------- | ---------------------------- | ---------------------------- |
|                              | Por México al Frente                 | Ricardo Magaña Mosqueda          | 24,378                       | 16.93 %                      |
|                              | Por México al Frente                 | Ricardo Magaña Mosqueda          | 24,378                       | 16.93 %                      |
|                              | Por México al Frente                 | Ricardo Magaña Mosqueda          | 24,378                       | 16.93 %                      |
|                              | Por México al Frente                 | Ricardo Magaña Mosqueda          | 24,378                       | 16.93 %                      |
|                              | Partido Revolucionario Institucional | Viancca Lizbeth Barreto González | 8,100                        | 5.62 %                       |
|                              | Juntos Haremos Historia              | Irma Andazola Gómez Hecho        | 100,995                      | 70.13 %                      |
|                              | Juntos Haremos Historia              | Irma Andazola Gómez Hecho        | 100,995                      | 70.13 %                      |
|                              | Juntos Haremos Historia              | Irma Andazola Gómez Hecho        | 100,995                      | 70.13 %                      |
|                              | Partido Nueva Alianza                | Blanca Nidia Insunza Angulo      | 3,048                        | 2.11 %                       |
|                              | Partido Verde Ecologista de México   | Mario Valerio Hernández          | 3,820                        | 2.65 %                       |

### 2015
| Elecciones federales de 2015 | Elecciones federales de 2015                | Elecciones federales de 2015       | Elecciones federales de 2015 |  |
| Partido/Coalición            | Partido/Coalición                           | Candidato                          | Votos                        |  |
| ---------------------------- | ------------------------------------------- | ---------------------------------- | ---------------------------- |  |
|                              | Partido Acción Nacional                     | Jorge Ramos Hernández Hecho        | 27,945                       |  |
|                              | Compromiso por México                       | Rosa Aurora Martínez Herrera       | 18,321                       |  |
|                              | Compromiso por México                       | Rosa Aurora Martínez Herrera       | 18,321                       |  |
|                              | Movimiento Regeneración Nacional            | Araceli Geraldo Núñez              | 15,024                       |  |
|                              | Partido Nueva Alianza                       | Mirtila Elizabeth Barrios Avendaño | 7,046                        |  |
|                              | Movimiento Ciudadano                        | Cynthia Gissel García Soberanes    | 5,189                        |  |
|                              | Partido Encuentro Social de Baja California | Claudia Casas                      | 4,850                        |  |
|                              | Partido del Trabajo                         | Pedro Castillo Chavoya             | 4,767                        |  |
|                              | Partido de la Revolución Democrática        | Héctor Haros Encinas               | 3,504                        |  |
|                              | Partido Humanista                           | Lina Yocelin Leal Beristain        | 2,689                        |  |
|                              | Partido de Baja California                  | No Designado                       |                              |  |

### 2012
| Elecciones federales de 2012 | Elecciones federales de 2012 | Elecciones federales de 2012 |
| Partido/Coalición            | Partido/Coalición            | Candidato                    |
| ---------------------------- | ---------------------------- | ---------------------------- |
|                              | Partido Acción Nacional      | Javier Julián Castañeda      |
|                              | Compromiso por México        | Elia Cabañas Hecho           |
|                              | Compromiso por México        | Elia Cabañas Hecho           |
|                              | Movimiento Progresista       | José Refugio Cañada García   |
|                              | Movimiento Progresista       | José Refugio Cañada García   |
|                              | Movimiento Progresista       | José Refugio Cañada García   |
|                              | Partido Nueva Alianza        | Irma Martínez                |

### 2009
| Elecciones federales de 2009 | Elecciones federales de 2009                   | Elecciones federales de 2009       |
| Partido/Coalición            | Partido/Coalición                              | Candidato                          |
| ---------------------------- | ---------------------------------------------- | ---------------------------------- |
|                              | Partido Acción Nacional                        | Jesús Gerardo Cortez Mendoza Hecho |
|                              | Partido Revolucionario Institucional           | Nicolás Osuna Aguilasocho          |
|                              | Partido de la Revolución Democrática           | Saulo Baltazar Rocha               |
|                              | Coalición Salvemos a México (PT, Convergencia) | José Refugio Cañada García         |
|                              | Partido Verde Ecologista de México             | Jorge Diez Jackson                 |
|                              | Partido Nueva Alianza                          | Fernando del Monte                 |
|                              | Partido Socialdemócrata                        | Celina del Carmen Ávalos Maciel    |
|                              | Partido de Baja California                     | No Registró Candidato              |
|                              | Partido Encuentro Social de Baja California    | No Registró Candidato              |

### 1985
| Elecciones federales de 1985                         | Elecciones federales de 1985                | Elecciones federales de 1985    | Elecciones federales de 1985 |
| Partido                                              | Partido                                     | Candidato                       | Votos                        |
| ---------------------------------------------------- | ------------------------------------------- | ------------------------------- | ---------------------------- |
|                                                      | Partido Acción Nacional                     | Rafael Morgan Álvarez           | 37 168                       |
|                                                      | Partido Revolucionario Institucional        | Margarita Ortega Villa Hecho    | 59 218                       |
|                                                      | Partido Popular Socialista                  | Arturo Soto Ávila               | 2 678                        |
|                                                      | Partido Demócrata Mexicano                  | Eligio Rada López               | 903                          |
|                                                      | Partido Socialista Unificado de México      | Donaciano Inda García           | 1 849                        |
|                                                      | Partido Socialista de los Trabajadores      | Armando Duarte Moller           | 1 129                        |
|                                                      | Partido Revolucionario de los Trabajadores  | Donaciano Inda García           | 672                          |
|                                                      | Partido Auténtico de la Revolución Mexicana | Francisco Ricardo Olvera Torres | 750                          |
|                                                      | Partido Mexicano de los Trabajadores        | Rafael García Benavidez         | 614                          |
| Fuente: Colegio Electoral de la Cámara de Diputados. |                                             |                                 |                              |